# Gare de l'aéroport de Milwaukee
La gare de l'aéroport de Milwaukee est une gare ferroviaire américaine située près de la bordure de l'aéroport international General Mitchell de Milwaukee à Milwaukee dans le Wisconsin.

## Histoire
La gare a été mise en service en 2005.

## Service des voyageurs

### Desserte
- Ligne d'Amtrak[2]:
  - Le Hiawatha Service: Milwaukee - Chicago